# Gouvernement Gül
 (novembre 2024).
Si vous disposez d'ouvrages ou d'articles de référence ou si vous connaissez des sites web de qualité traitant du thème abordé ici, merci de compléter l'article en donnant les références utiles à sa vérifiabilité et en les liant à la section « Notes et références ».
République de Turquie
Ecevit V Erdoğan I
Le gouvernement Gül (en turc : 58. Türkiye Cumhuriyeti Hükûmeti) est le cinquante-huitième gouvernement de la république de Turquie, en fonction entre le 18 novembre 2002 et le 14 mars 2003, durant la vingt-deuxième législature de la Grande Assemblée nationale de Turquie.

## Coalition et historique
Dirigé par le nouveau Premier ministre islamo-conservateur Abdullah Gül, ce gouvernement est constitué et soutenu par le seul Parti de la justice et du développement (AKP). À lui seul, il dispose de 363 députés sur 550, soit 66 % des sièges de la Grande Assemblée nationale.

### Formation
Il est formé à la suite des élections législatives anticipées du 3 novembre 2002. Il succède donc au cinquième gouvernement du social-démocrate Bülent Ecevit, constitué et soutenu par une coalition nationaliste entre le Parti de la gauche démocratique (DSP), le Parti d'action nationaliste (MHP) et le Parti de la mère patrie (ANAP).
Du fait d'une crise économique, des conséquences du séisme d'Izmit, des scandales de corruption et de la mauvaise santé du Premier ministre Ecevit, ce dernier se résout à convoquer des élections législatives anticipées, un an et demi avant le terme de son mandat. À cette occasion, l'AKP, parti inspiré par l'islam formé en août 2001 et dirigé par l'ancien maire d'Istanbul Recep Tayyip Erdoğan, remporte 34,3 % des voix, le meilleur résultat pour un parti depuis 1987. Il totalise en outre 363 députés, profitant d'un seuil électoral de 10 % qui permet au seul Parti républicain du peuple (CHP) d'obtenir une représentation parlementaire.
Erdoğan ne peut cependant accéder au poste de Premier ministre, sa condamnation à dix mois de prison en 1998 pour « incitation à la violence » et « haine religieuse » le rendant inéligible et le chef de l'exécutif devant disposer d'un mandat de député. Le poste est donc confié à son bras droit et cofondateur de l'AKP, Abdullah Gül. Le 28 novembre, le gouvernement remporte le vote de confiance devant la Grande Assemblée nationale, par 346 voix contre 170.

### Succession
L'écrasante majorité du parti au pouvoir lui permet de rapidement supprimer les dispositions légales rendant son président général inéligible. À la faveur d'une élection partielle à Siirt, Recep Tayyip Erdoğan devient député à la Grande Assemblée nationale de Turquie, et dès le 14 mars 2003, il prend la suite de Gül et forme son premier gouvernement.

## Composition
| Fonction                                           | Titulaire | Titulaire            | Parti |
| -------------------------------------------------- | --------- | -------------------- | ----- |
| Premier ministre                                   |           | Abdullah Gül         | AKP   |
| Vice-Premier ministre Ministre d'État              |           | Abdüllatif Şener     | AKP   |
| Vice-Premier ministre Ministre d'État              |           | Mehmet Ali Şahin     | AKP   |
| Vice-Premier ministre Ministre d'État              |           | Ertuğrul Yalçınbayır | AKP   |
| Ministre d'État                                    |           | Mehmet Aydın         | AKP   |
| Ministre d'État                                    |           | Beşir Atalay         | AKP   |
| Ministre d'État                                    |           | Ali Babacan          | AKP   |
| Ministre d'État                                    |           | Kürşad Tüzmen        | AKP   |
| Ministre de la Justice                             |           | Cemil Çiçek          | AKP   |
| Ministre de la Défense nationale                   |           | Mehmet Vecdi Gönül   | AKP   |
| Ministre de l'Intérieur                            |           | Abdülkadir Aksu      | AKP   |
| Ministre des Affaires étrangères                   |           | Yaşar Yakış          | AKP   |
| Ministre des Finances                              |           | Kemal Unakıtan       | AKP   |
| Ministre de l'Éducation nationale                  |           | Erkan Mumcu          | AKP   |
| Ministre des Travaux publics et du Logement        |           | Zeki Ergezen         | AKP   |
| Ministre de la Santé                               |           | Recep Akdağ          | AKP   |
| Ministre des Transports et des Communications      |           | Binali Yıldırım      | AKP   |
| Ministre de l'Agriculture et des Affaires rurales  |           | Sami Güçlü           | AKP   |
| Ministre du Travail et de la Sécurité sociale      |           | Murat Başesgioğlu    | AKP   |
| Ministre de l'Industrie et du Commerce             |           | Ali Coşkun           | AKP   |
| Ministre de l'Énergie et des Ressources naturelles |           | Mehmet Hilmi Güler   | AKP   |
| Ministre de la Culture                             |           | Hüseyin Çelik        | AKP   |
| Ministre du Tourisme                               |           | Güldal Akşit         | AKP   |
| Ministre des Forêts                                |           | Osman Pepe           | AKP   |
| Ministre de l'Environnement                        |           | İmdat Sütlüoğlu      | AKP   |